# Kihveli Soikoon!
Kihveli Soikoon! (deutsch etwa „Waschbrett, erklinge!“) ist der Name eines finnischen Skiffle-Festivals in der Gemeinde Hankasalmi in Mittelfinnland.

Logo des Kihveli Soikoon!

## Geschichte
Das Festival wurde 1996 aufgrund einer Idee der Band Werner Bros. ins Leben gerufen und findet seitdem jährlich jeweils am dritten Wochenende im Juli an drei Tagen statt.
Die Veranstaltung zieht jedes Jahr mehr als 5000 Besucher an und findet auf dem Bahnhofsgelände in Hankasalmi statt.
Auf mehreren Bühnen treten neben internationalen Künstlern auch "Stammbands", wie die Werner Bros., auf, die sich allesamt der Skiffle- oder Folkmusik verschrieben haben.
Darüber hinaus haben die Besucher des Kihveli Soikoon! die Möglichkeit, einen festivaleigenen Markt zu besuchen, spezielle Speisen zu probieren oder an Workshops – wie bspw. an einem Kurs zum Bau von Teekistenbässen – teilzunehmen.

## Veranstaltungsort
Das Festival findet jedes Jahr auf dem Bahnhofsgelände der Gemeinde Hankasalmi statt. Der eigene Ortsteil Hankasalmi Asema liegt wenige Kilometer außerhalb des eigentlichen Zentrums. Eine Besonderheit ist dabei, dass die Zelte und Bühnen nur wenige Meter neben den Gleisen aufgebaut sind. Anzumerken ist jedoch, dass der Bahnhof während der Festivalzeit weniger stark durch Züge frequentiert wird.

## Logo
Neben dem Schriftzug des Kihveli Soikoon! ist eine Figur abgebildet, die – im Verhältnis zu den Beinen – einen großen Oberkörper und einen sehr kleinen Kopf hat. In den Händen hält sie ein für die Skifflemusik typisches Instrument, welches einer Gitarre ähnelt. Normalerweise ist der Unterkörper gelb und der Oberkörper weiß, auf den ausgegebenen Postern wechseln die Farben jedoch von Jahr zu Jahr.
Diese Figur erinnert stark an die Musiker der Werner Bros., die das Festival initiiert haben. Bis auf wenige Ausnahmen neigt ein Großteil der sechsköpfigen Band zu Übergewicht.
Der Slogan vom Kihveli Soikoon! lautet: Hyvän tuulen päivät!, was so viel wie „Tage der guten Stimmung“ bedeutet.